# Ernest Pingoud

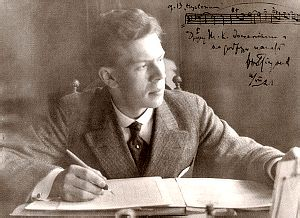
Ernest Pingoud, 1921

Ernest Pingoud ([pɛ̃ˈgu]; * 14. Oktober 1887 in St. Petersburg (das teilweise zu findende Geburtsjahr 1888 ist falsch); † 1. Juni 1942 in Helsinki) war ein in Russland geborener finnischer Komponist mit französisch-hugenottischen Wurzeln, dessen Muttersprache Deutsch war.

## Leben
Ernest Pingoud war ein Sohn des Petersburger lutherischen Pastors und späteren Generalsuperintendenten Guido Pingoud und dessen Frau Emilia Maria, geb. Sesemann. 
Pingoud nahm Privatunterricht bei Alexander Siloti und am Sankt Petersburger Konservatorium bei Anton Rubinstein, Nikolai Rimski-Korsakow und Alexander Glasunow. Es folgten ab 1906 Musikstudien bei Hugo Riemann sowie Max Reger in Deutschland. 1909 schrieb er sich für kurze Zeit am Leipziger Konservatorium ein, wo er seine Studien bei Reger fortsetzte und Klavierunterricht erhielt. Von Deutschland aus fungierte er als Korrespondent und Verfasser musikalisch-literarischer Essays für die Petersburger Zeitung. Daneben studierte er auch Fächer wie Bergbau, Metallurgie und Literatur, die sein Hauptfach werden sollte. Eine Dissertation zum Thema Goethe wurde nicht angenommen, da zur gleichen Zeit neue Quellen aufgetaucht waren. 
Nach Ausbruch der russischen Revolution 1918 emigrierte Pingoud nach Finnland (wohin er über seine aus Wiborg stammende Mutter Beziehungen hatte) und arbeitete zunächst als Musiklehrer, dann als Leiter der Konzertagentur Fazer (1921 bis 1931, 1935 bis 1937), später auch für eine eigene Agentur (1931 bis 1933). Von 1924 bis zu seinem Tod war er außerdem als Intendant für das Philharmonische Orchester Helsinki tätig. 1942 setzte er seinem Leben selbst ein Ende.

## Werk
Ernest Pingoud zählt zusammen mit Väinö Raitio und Aarre Merikanto zu den Vorreitern des musikalischen Modernismus im Finnland der 1920er-Jahre. Das erste Konzert mit Werken Pingouds fand 1918 in Helsinki statt und führte dazu, dass Pingoud unter anderem als „Futurist“, „Ultra-Modernist“ oder „Musik-Bolschewist“ etikettiert wurde, wenngleich seine Fähigkeiten als Orchestrator Anerkennung fanden. In den Folgejahren kam es auch zu Aufführungen von Werken im Ausland, so fand 1923 in Berlin die Uraufführung des 3. Klavierkonzerts mit dem Solisten Leonid Kreutzer und den Berliner Philharmonikern unter Pingouds eigener Leitung statt.
Der Schwerpunkt von Pingouds Schaffen lag auf Orchesterkompositionen, insbesondere Sinfonischen Dichtungen im Geiste Alexander Skrjabins, der zunächst seine musikalische Leitfigur bildete, von der er sich allerdings später wieder distanzierte. Außerdem schrieb Pingoud drei Sinfonien (1920, 1920, 1923–1927) und drei Klavierkonzerte. In seinen Fünf Sonetten (1918) näherte er sich dem aphoristischen Stil der Zweiten Wiener Schule, ohne sich jedoch in seinen Kompositionen trotz Anwendung dissonanter Harmonien grundsätzlich von der Tonalität loszusagen. Anders als fast allen seiner Zeitgenossen lag ihm die Verwendung nationaler Themen und Texte, etwa aus dem Kalevala, fern. Pingoud schrieb auch kammermusikalische Werke, darunter zwei Streichquartette, sowie gelegentlich auch Unterhaltungsmusik.